# Tramwaje w Gałaczu

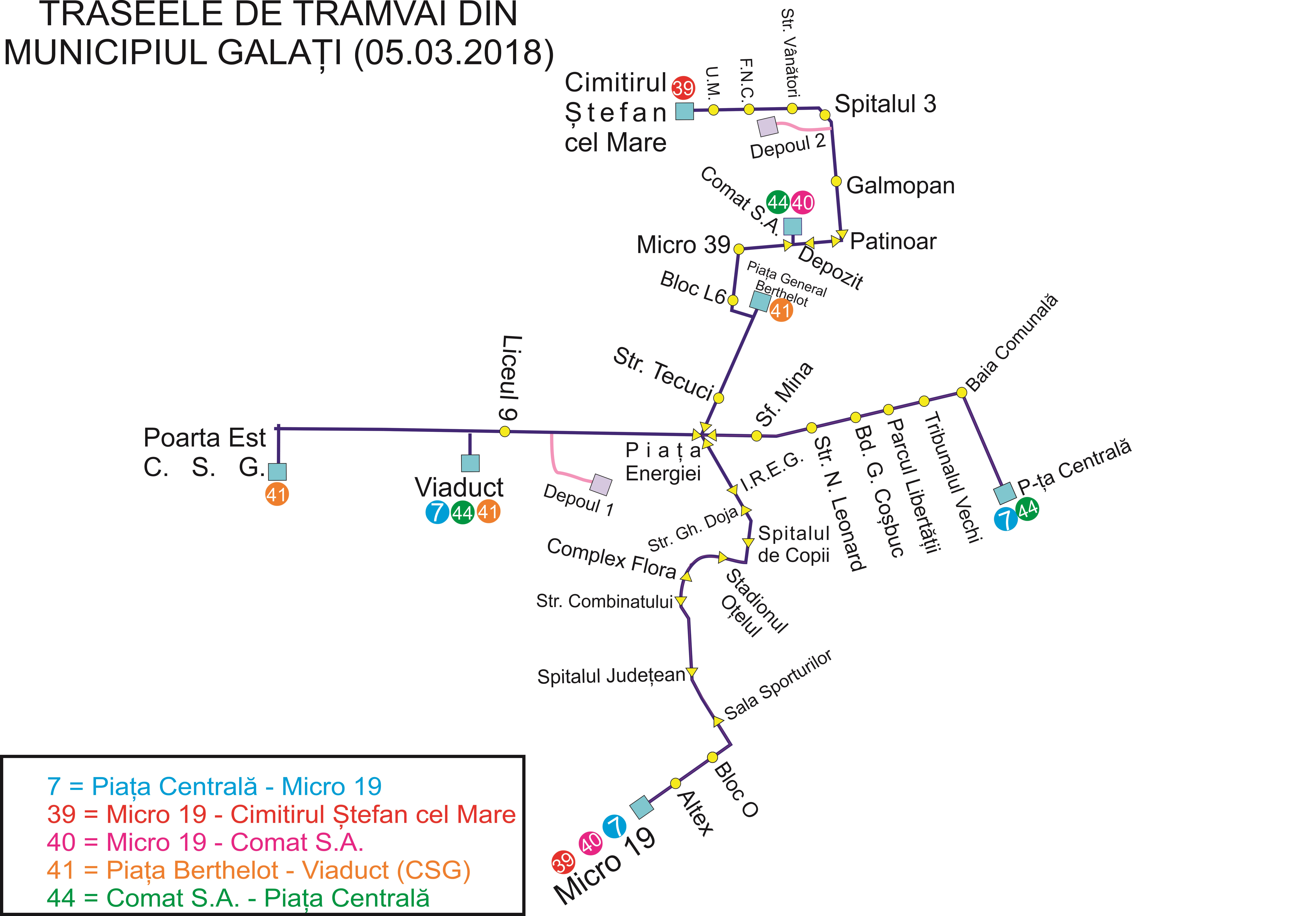
Schemat sieci tramwajowej

Tramwaje w Gałaczu – system komunikacji tramwajowej działający w rumuńskim mieście Gałacz.

## Historia
Tramwaje w Gałaczu uruchomiono 26 czerwca 1900 jako tramwaje elektryczne, wąskotorowe (1000 mm). Od 1971 działają w Gałaczu tramwaje normalnotorowe. Powodem ich uruchomienia był położony na zachód od miasta kombinat metalurgiczny. Pierwsze linie połączyły: osiedle mieszkaniowe Tiglina z kombinatem i strefą przemysłową na wschodzie miasta. W kolejnych latach rozbudowywano sieć tramwajów normalnotorowych które zastępowały tramwaje wąskotorowe. Ostatecznie tramwaje wąskotorowe zniknęły z ulic Gałacza w 1975.

## Tabor
Na początku, po szynach o rozstawie normalnotorowym, kursowały tramwaje Timisz oraz Tatra T3 w rumuńskiej wersji T3R. W 1996 zostały sprowadzone pierwsze używane wagony w postaci Tatr T4D z Magdeburga, co zmieniło strukturę taboru na opartą na używanym taborze z Niemiec i Holandii. Wśród wagonów kursujących po Gałaczu można wyróżnić eksrotterdamskie wagony ZGT4-6 czy eksberlińskie Tatry KT4. Łącznie w Gałaczu znajdują się 73 wagony:
| Typ          | Sztuk |
| ------------ | ----- |
| Tatra KT4D   | 31    |
| Duewag ZGT6  | 15    |
| Tatra T4D-MI | 7     |
| Tatra T4D    | 7     |
| MAN T4       | 4     |

| Typ       | Sztuk |
| --------- | ----- |
| Tatra B4D | 4     |
| MAN B4    | 5     |